# 구미 도중리 동신상
구미 도중리 동신상(龜尾 道中里 洞神像)은 대한민국 경상북도 구미시 산동면 도중리에 있는 조선시대의 동신상이다. 2007년 4월 30일 경상북도의 민속문화재 제136호로 지정되었다.

## 지정 사유
도중리의 동신상 2구 가운데, 동신사당 안에 모신 동신상은 높이가 120cm 정도로 뒷머리를 땋은 돌장승의 모습이며, 마을입구 남쪽의 동신상은 높이 160cm 정도의 사모관대를 한 문관석 모습이다. 2구의 동신상은 전혀 손상됨이 없이 완전하며 특히 동신사당內 동신상은 댕기머리를 하고 있는 등 특이한 모습이 주목된다. 더구나 동신상을 중심으로 도중리에서 행해지고 있는 마을 제사(祭祀)는 구미 지역에서 거의 사라졌지만, 이곳에서는 지금까지도 계속하고 있을 뿐만 아니라 이 동제(洞祭)를 통해 주 민들의 정체성 확보와 구심점 역할을 하고 있다는 점에서 의의가 크다. 따라서 민속자료(民俗資料)로 지정한다.

## 현지 안내문
마을의 수호신상(守護神像)으로 마을 가운데 동제당(洞祭堂과 마을 입구에 각 1구(軀)씩 자리하고 있다.
동제당의 상당(上堂)의 신상(神像)은 유례(類例)를 찾기 어려운 독특한 형상이며, 마을 입구에 있는 하당(下堂)의 신상(神像)은 문인석(文人石)의 모습이다. 제작자와 제작시기를 알 수 없다.
연 2회 춘추로 마을 제사를 모셨으나, 한동안 폐절되었다가 1999년부터 구미문화원의 지원으로 매년 음력(陰歷) 정월 보름에 동제를 모시고 있다.
전설에 따르면, '먼 옛날 한 청년이 도산동(지금은 도중동이라 부르며 축문에는 도산동이라 한다.)의  '절골'을 찾아 왔다가 얼어 죽었다. 이 총각이 마을의 한 노인의 꿈에 나타나 자신이 동네를 위해 줄 것이라고 하여 골매기로 모시게 되었다.'고 한다.

마을의 수호신상(守護神像)으로 마을 가운데 동제당(洞祭堂과 마을 입구에 각 1구(軀)씩 자리하고 있다.
동제당의 상당(上堂)의 신상(神像)은 유례(類例)를 찾기 어려운 독특한 형상이며, 마을 입구에 있는 하당(下堂)의 신상(神像)은 문인석(文人石)의 모습이다. 제작자와 제작시기를 알 수 없다.
연 2회 춘추로 마을 제사를 모셨으나, 한동안 폐절되었다가 1999년부터 구미문화원의 지원으로 매년 음력(陰歷) 정월 보름에 동제를 모시고 있다.
전설에 따르면, '먼 옛날 한 청년이 도산동(지금은 도중동이라 부르며 축문에는 도산동이라 한다.)의  '절골'을 찾아 왔다가 얼어 죽었다. 이 총각이 마을의 한 노인의 꿈에 나타나 자신이 동네를 위해 줄 것이라고 하여 골매기로 모시게 되었다.'고 한다.

## 참고 문헌
- 구미 도중리 동신상 - 국가유산청 국가유산포털